# Comuna Ribnica na Pohorju
Ribnica na Pohorju (Občina Ribnica na Pohorju) este o comună din Slovenia, cu o populație de 1.254 de locuitori (2002).

## Localități
Hudi Kot, Josipdol, Ribnica na Pohorju, Zgornja Orlica, Zgornji Janževski Vrh, Zgornji Lehen na Pohorju